# Hemiphractus
Hemiphractus là một chi động vật lưỡng cư trong họ Hemiphractidae, thuộc bộ Anura. Chi này có 6 loài và 17% bị đe dọa hoặc tuyệt chủng.

## Hình ảnh

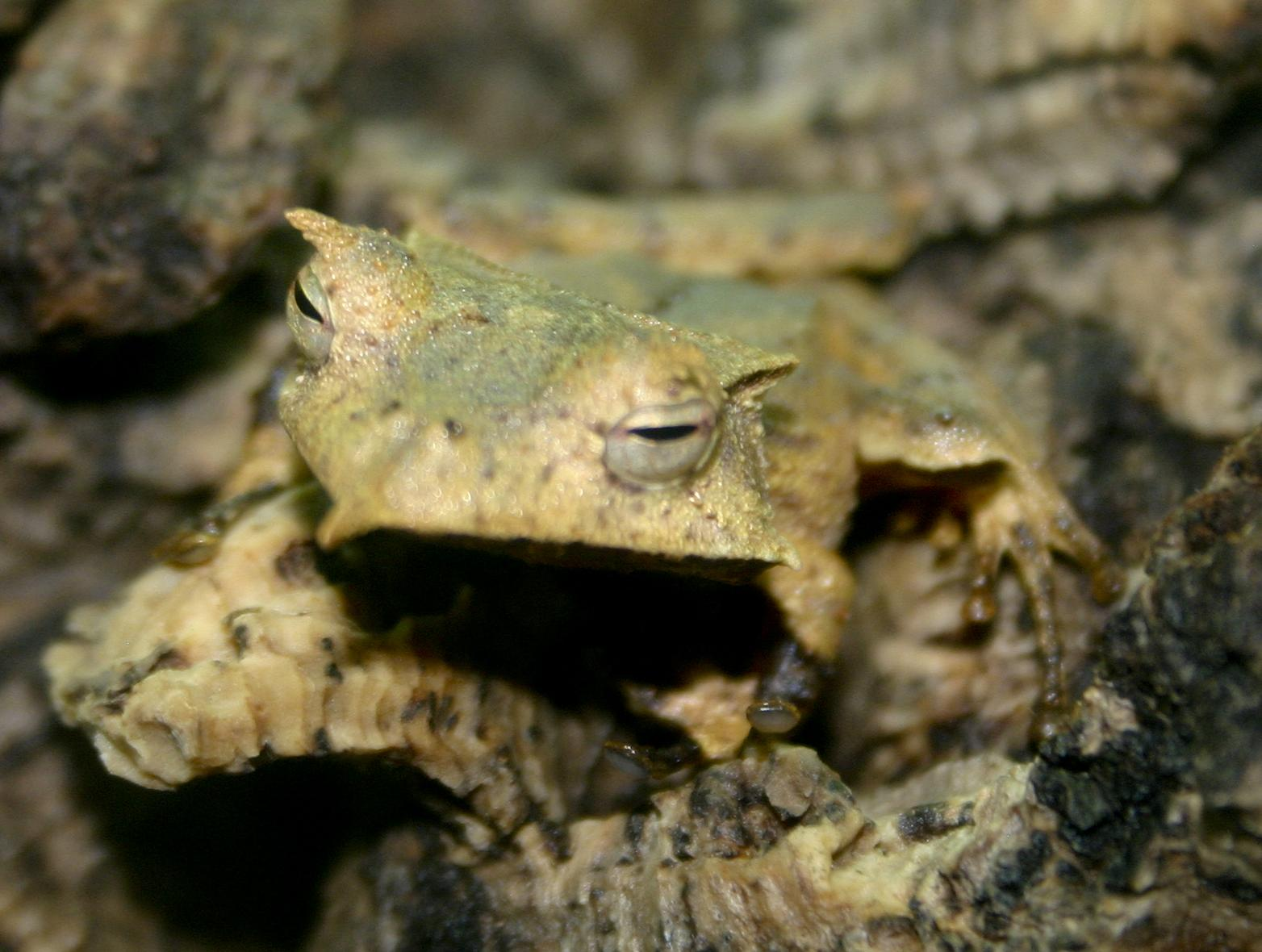
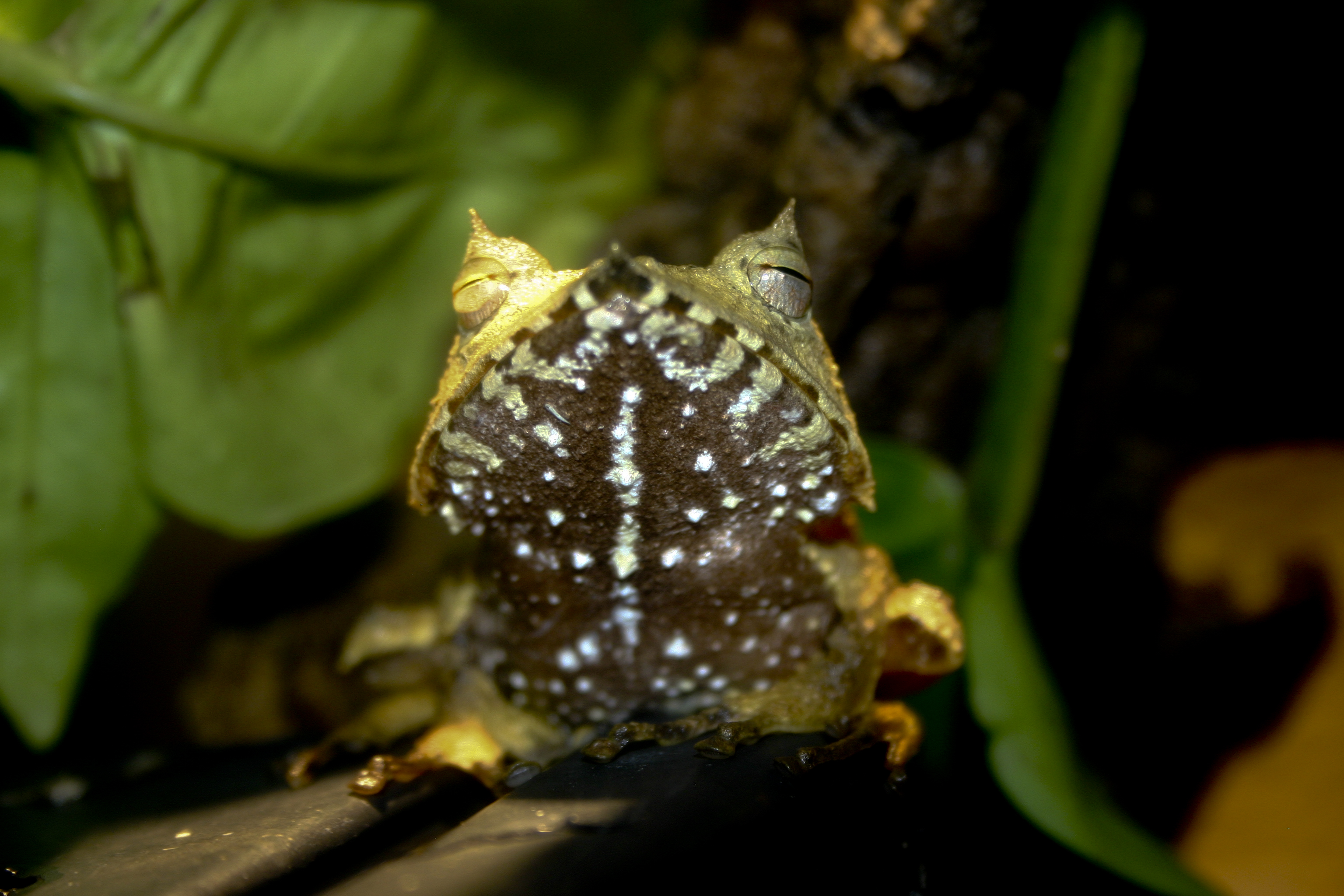
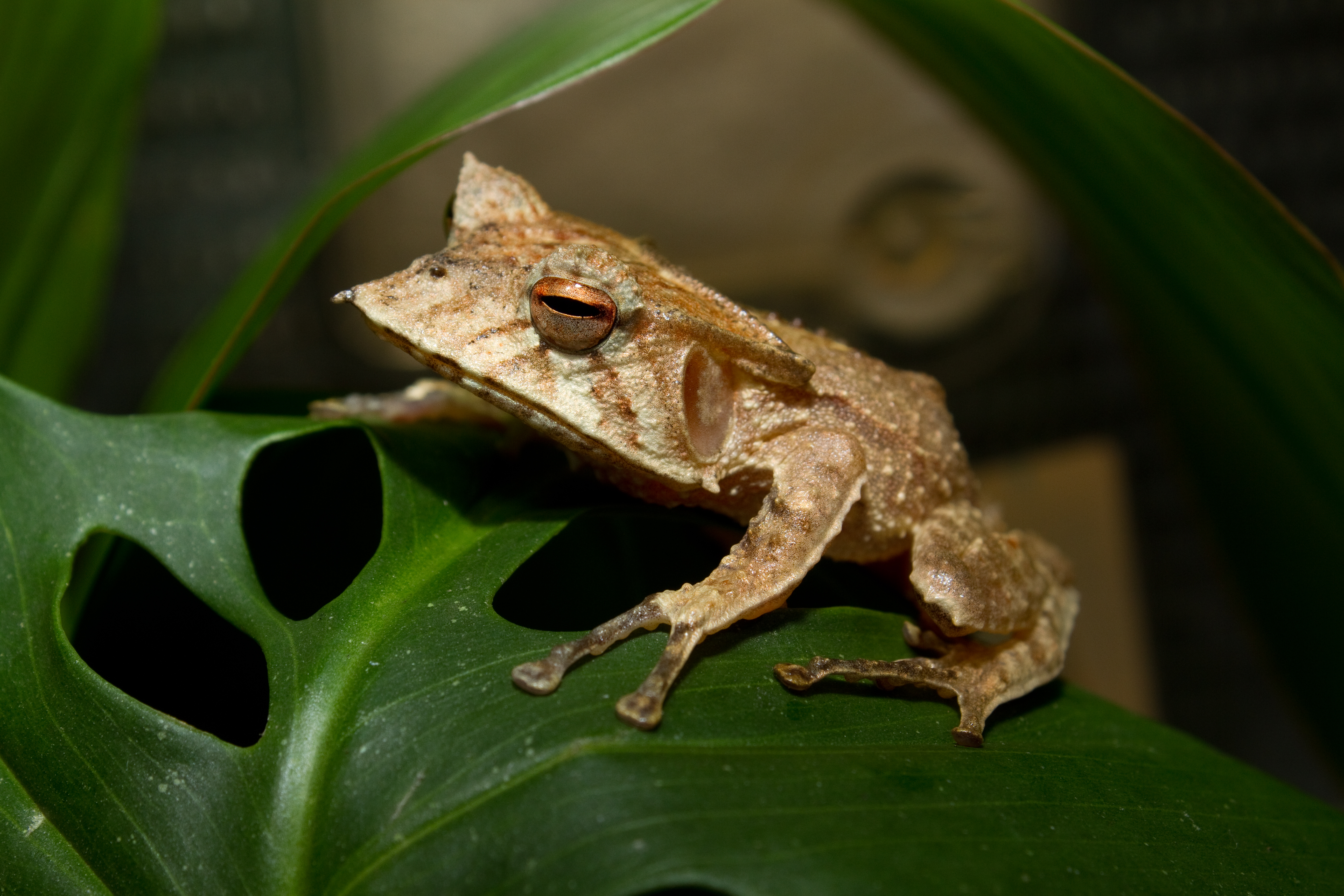
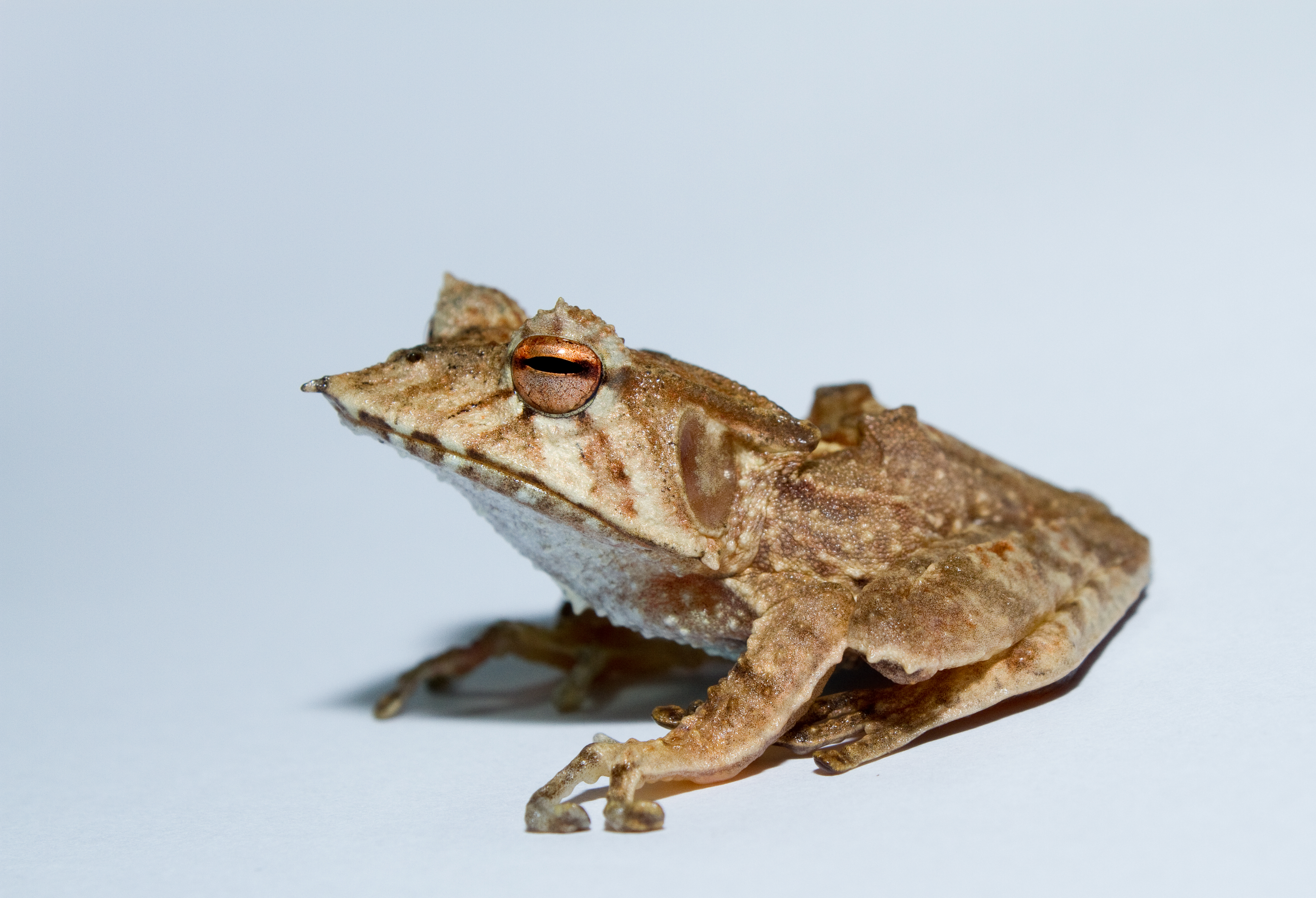